# 格魯濟基亞蘭奇克河

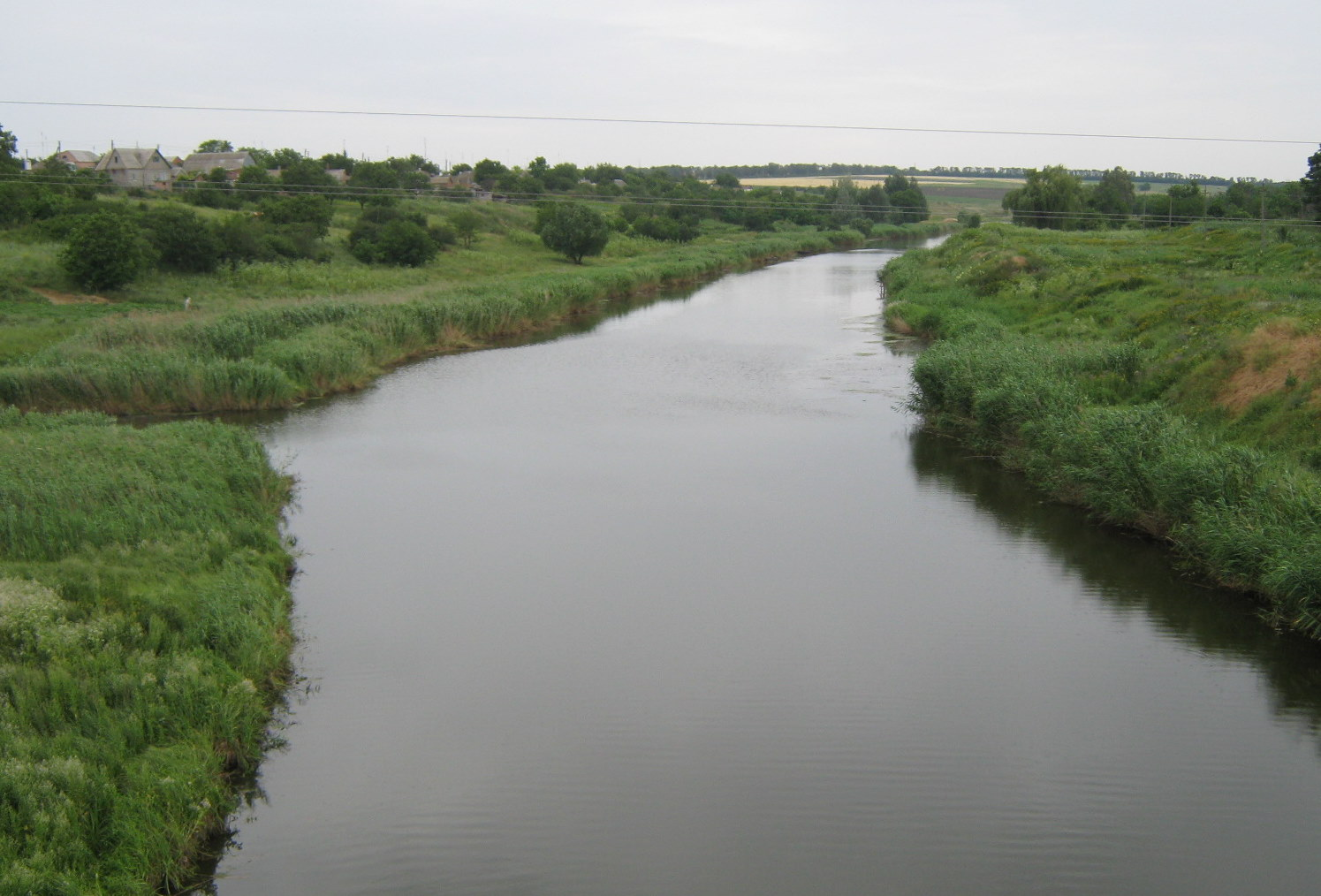

格魯濟基亞蘭奇克河（烏克蘭語：Грузький Яланчик），是烏克蘭的河流，位於該國東部，發源自庫馬喬韋，流經頓涅茨克州，最終注入亞速海，河道全長91公里，流域面積1,250平方公里。